# Catherine Yronwode
Catherine Yronwode   (San Francisco, 12 de maig de 1947) Catherine Anna "Cat" Yronwode, nascuda Manfredi, és una escriptora estatunidenca, editora, dissenyadora gràfica, tipografista, editora, i practicant de folk magic amb una carrera extensa en la indústria del còmic.

## Primers anys
El seu pare, Joseph Manfredi, era un artista abstracte americà d'origen sicilià i la seva mare, Liselotte Erlanger, escriptora, era una jueva Ashkenazi refugiada de l'Alemanya Nazi. Va créixer a Berkeley i Santa Monica.
En primera instància va assistir a la Universitat Shimer d'Illinois però aviat ho va deixar. Tornant a Berkeley, va vendre el periòdic underground Berkeley Barb als carrers i va catalogar llibres rars per a la llibreria dels seus pares. El 1965 va deixar la vida urbana per viure a llocs rurals.

## Carrera

### Primers treballs
Yronwode va començar a escriure durant la seva adolescència, col·laborant en fanzines de ciència-ficció als anys seixanta. Va ser membre del grup Bay Area Astrologers Group, coescrivint la seva columna setmanal d'astrologia per a al diari underground San Francisco Express Times. Va fer crítiques discogràfiques de forma autònoma per a la nova revista Rolling Stone i articles breus sobre viure amb poca tecnologia per al Whole Earth Catalog i la revista Country Women. Mentre estava a la presó per cultivar marihuana, va escriure sobre les seves experiències (Letters from Jail) per al diari underground Spokane Natural.
Amb la seva mare Liselotte Glozer, Catherine va escriure i un llibre de cuina medieval fals titulat My Lady's Closet Opened and the Secret of Baking Revealed by Two Gentlewomen (Glozer's Booksellers, 1969).
L'any 1969 ella i el que llavors era el seu soci, Peter Paskin, va crear el nom Yronwode i tota la seva feina posterior es va publicar amb aquest cognom. Ella generalment escriu el seu nom en minúscules com a catherine yronwode.

### Còmics i targetes comercials
El 1977, mentre estava a l'atur, Yronwode va crear un índex magico-religiós per als còmics de Doctor Strange de Marvel, Lesser Book of the Vishanti. Més tard va publicar-ne petites parts que publica al seu lloc web de forma actualitzada. Es diu que els escriptors de la Marvel l'han consultat.
El 1980 Yronwode va començar a treballar a Ken Pierce Books, editant i escrivint presentacions a una línia de llibres de reimpressió de còmics, amb títols com Modesty Blaise de Peter O'Donnell i Jim Holdaway, Mike Hammer de Mickey Spillane i The Phantom de Lee Falk.
Igualment, el 1980 Yronwode va substituir Murray Bishoff com a periodista de la Comics Buyer's Guide i va iniciar una columna de llarga durada Fit to Print, presentant diverses notícies del sector, ressenyes, necrològiques i articles d'opinió. Larry Marder, el creador de Beanworld, acredita la seva crítica positiva per l'èxit del seu títol. De la mateixa manera, quan Dan Brereton va rebre una mala revisió de Yronwode per un projecte primerenc, va sentir que la seva "carrera prometedora en còmic s'havia acabat". La columna i el seu treball amb la cooperativa d'indexació de còmics APA-I van conduir a treballs d'edició autònoma a Kitchen Sink Press. Va escriure The Art of Will Eisner el 1981 i va produir altres llibres per a Kitchen Sink durant els anys següents.
El 1983 va iniciar una col·laboració amb Dean Mullaney, el cofundador d'Eclipse Enterprises, una editorial de còmics i novel·les gràfiques que tenia negoci des del 1976. Amb Yronwode com a redactora en cap, Eclipse va publicar títols com Miracleman d'Alan Moore i Neil Gaiman, The Rocketeer de Dave Stevens i Zot! d'Scott McCloud. Eclipse també va publicar novel·les gràfiques adaptades de llibrets d'òpera, com La flauta màgica de P. Craig Russell, i literatura infantil clàssica, com The Hobbit de J. R. R. Tolkien. El 1983 Yronwode va guanyar el premi Inkpot Award, atorgat per tota una vida en còmics i àrees relacionades.
El 1985 Yronwode i la dibuixant Trina Robbins van co-escriure Women and the Comics, un llibre sobre la història de les dones creadores de còmics. En tant que era el primer llibre sobre aquest tema, tant la premsa principal com la dels fans van assenyalar la seva publicació.
Durant els anys vuitanta Eclipse va desenvolupar una nova línia de targetes comercials de no ficció, editades per Yronwode. En aquests conjunts de targetes es van incloure temes polítics controvertits, com ara l'escàndol Iran-Contra, la Savings and Loan crisis, l'epidèmia de la sida i l'assassinat de Kennedy, així com crims veritables d'assassins en sèrie, assassins massius, màfies i crim organitzat. Els mitjans de comunicació van entrevistar Yronwode àmpliament sobre el seu paper en la creació d'aquestes targetes.
El 1993 Yronwode i Mullaney es van divorciar, moment en què ella va abandonar Eclipse i es va unir a Claypool Comics, gestionant producció, distribució i composició de títols com DNAgents i Elvira, Mistress of the Dark. El 1998 es va unir a Claypool per Tyagi Nagasiva. Es van casar l'any 2000, moment en el qual va canviar el seu nom per Nagasiva Bryan W. Yronwode. Els dos Yronwodes van continuar treballant per a Claypool fins que la companyia va deixar de publicar l'edició impresa el 2007.

### Casos legals
Durant la seva carrera com a editora de còmics i de targetes comercials, Yronwode va participar en tres casos judicials relacionats amb la llibertat d'expressió en el marc de la Primera Esmena.
En el cas d'obscenitat d'Illinois contra Correa de 1986, que va provocar la fundació del Comic Book Legal Defense Fund, Yronwode va ser un testimoni expert de la defensa.
El 1992 l'assassí en sèrie Kenneth Bianchi, de la parella coneguda com a Hillside Stranglers, va demandar a Yronwode per 8,5 milions de dòlars per haver representat una imatge de la seva cara en una targeta comercial. Va afirmar que la seva cara era la seva marca comercial. El jutge va desestimar el cas després de dictaminar que si Bianchi hagués estat utilitzant el seu rostre com a marca comercial quan matava dones, no hauria intentat ocultar-lo de la policia.
També el 1992, Eclipse va ser un demandant quan el comtat de Nassau, Nova York, es va apoderar d'una sèrie de targetes comercials de temàtica del seu delicte, sota una ordenança comarcal que prohibia vendre determinades targetes comercials a menors. El cas, en què va declarar Yronwode i la Unió Americana de Llibertats Civils va proporcionar la representació d'Eclipse, va arribar al segon circuit del Tribunal d'Apel·lació dels Estats Units. Aquest va dictaminar contra el comtat, anul·lant l'ordenança.

### Altra feina
Durant la dècada de 1990, Yronwode va ser editora i col·laboradora de la revista Organic Gardening Magazine i va escriure The California Gardener's Book of Lists (Taylor, 1998). Altres temes que ha tractat inclouen col·leccionistes, cultura popular, música de blues acústic rural, rock'n'roll primerenc, sexualitat, màgia, arquitectura sagrada, ús mundial de carmes i talismans i altres temes de folklore. Dirigeix els llocs web chanceymojo.com, herbmagic.com, south-spirits.com i missionaryindependent.org, que tracten aquests i altres temes, inclosos els còmics.
És copropietària, juntament amb el seu marit Nagasiva Yronwode, de la Lucky Mojo Curio Company, una botiga oculta, una fàbrica de subministraments espirituals, una editorial de llibres i una xarxa de ràdio per a Internet, per a la qual produeix etiquetes gràfiques. Està al capdavant de la junta de la institució Yronwode per a la preservació i popularització de l'etnomagicologia indígena (YIPPIE), una fundació sense ànim de lucre que conserva la cultura material de la màgia i de la divinació populars dels segles XIX i XX. Des del 2006 ha estat pastora de l'Església Espiritual Independentista Missionera.
Sota les empremtes de la Lucky Mojo Curio Company, Missionary Spiritual Independent Church i YIPPIE, els Yronwodes editen i publiquen llibres d'altres autors i les seves pròpies obres.
Es poden trobar àmplies entrevistes a Yronwodes a l'enquesta de Christine Wicker a practicants de màgia del segle xxi, Not in Kansas Anymore, i a la història acadèmica de Carolyn Morrow Long de les botigues ocultes del segle xx, Spiritual Merchants: Religion, Magic, and Commerce.

## Vida personal
Del 1965 al 1980, Yronwode va viure com una hippie rural de la terra a la Tolstoy Peace Farm, una comuna anarquista de Washington, a la comuna Equitable Farm del comtat de Mendocino, Califòrnia, i a la comuna Garden of Joy Blues al comtat d'Oregon, Missouri.
El 1967 Yronwode va iniciar una relació amb Peter Paskin i el 1969 van idear el nou cognom Yronwode. El 1970 a revista Rolling Stone els va entrevistar llargament per un article sobre comunes anarquistes hippie. La parella va tenir dos fills: Cicely (que va néixer el 1970 i va morir de Síndrome de la mort sobtada del lactant el mateix any) i Althaea, que va néixer el 1971. El 1972 els Yronwodes es van traslladar a la comuna Garden of Joy Blues, al municipi de Missouri Ozarks. La seva relació va acabar el 1976.
Després de treballar i viure junts des de 1983, Yronwode i Dean Mullaney es van casar el 1987. Es van divorciar el 1993.
Yronwode viu en una antiga finca a la zona rural de Forestville, Califòrnia, en "col·laboració tàntrica" amb Nagasiva Bryan W Yronwode. Es van conèixer el 1998 i es van casar el 2000.